# L'Odyssée (série télévisée)
Pour les articles homonymes, voir Odyssée (homonymie).
L'Odyssée (L'Odissea) est une mini-série réalisée en 1968 par Franco Rossi, Piero Schivazappa et Mario Bava, adaptation du poème épique d'Homère, produite par Dino De Laurentiis, les télévisions italienne, française et allemande (RAI, ORTF et Bavaria Film) et la Yougoslavie. Elle a été diffusée en huit épisodes de 50 minutes sur la deuxième chaîne de l'ORTF le 23 janvier 1970, sur la première chaîne en 1974, sur FR3 en 1990, et sur la chaîne câblée Ciné Cinéma Classic en 2008 ; au Québec en huit épisodes à partir du 2 janvier 1972 dans Les Beaux Dimanches à la Télévision de Radio-Canada, rediffusée en 1979 et 2002.

## Synopsis
Ulysse, roi d'Ithaque, parti pour la guerre de Troie, est absent depuis 20 ans. Son épouse Pénélope est courtisée par un groupe de princes, les « prétendants », qui occupent la maison d'Ulysse qu'ils tiennent pour mort, et y dévorent ses biens. Favorables à Ulysse, à l'exception de Poséidon, les dieux tiennent conseil et décident de son retour. La déesse Athéna se rend à Ithaque sous les traits d'un voyageur pour encourager Télémaque, le fils d'Ulysse, resté sous la tutelle de son vieux précepteur Mentor, et jusqu'alors écarté de la vie du palais par les prétendants. Sur les conseils d'Athéna, Télémaque convoque l'assemblée d'Ithaque pour dénoncer les méfaits des prétendants, puis part en secret à la recherche de son père.
Pénélope cherche à reculer l'échéance du mariage qu'elle redoute en prétextant devoir achever une toile interminable, mais elle est démasquée. Quant à Télémaque, il se rend à Pylos, auprès de Nestor, qui ne peut le renseigner, puis à Sparte, auprès de Ménélas qui lui assure qu'Ulysse est bien vivant mais prisonnier des mers. Hélène, épouse de Ménélas, évoque sa dernière rencontre avec Ulysse la veille de la prise de Troie. Apprenant son départ, les prétendants décident de dresser une embuscade à Télémaque lors de son retour. Avertie, Pénélope est rongée par le désespoir.
Pendant ce temps, Ulysse, qui vogue sur les mers à bord d'un simple radeau, échappe de peu à la noyade, et échoue au pays des Phéaciens, peuple méfiant mais pacifique. Il est découvert sur la plage par Nausicaa, fille du roi Alcinoos et de la reine Arété. Ulysse est recueilli par la princesse, et reçu à la cour, tente de se faire passer pour un simple marin naufragé. Mais Nausicaa tombe secrètement amoureuse du mystérieux étranger, et cherche à en savoir davantage. Ulysse lui conte alors son séjour sur l'île de la nymphe Calypso, qui le retenait captif et ne l'a libéré que sur ordre des dieux, tentant vainement de le retenir en lui proposant l'immortalité. Ce n'est que lors d'un banquet où un aède évoque la prise de Troie qu'Ulysse s'effondre et révèle finalement son identité. Il cède à la curiosité du couple royal et fait le récit de ses aventures.
Il commence par son arrivée au pays des mangeurs de lotus, qui offrent à son équipage une drogue qui ôte la mémoire. Puis il relate sa terrifiante rencontre avec le cyclope Polyphème, géant à œil unique qui le retient prisonnier dans sa caverne et dévore plusieurs de ses hommes. Ulysse réussit à l'enivrer, à lui crever l'œil pendant son sommeil, et à s'échapper avec ses compagnons, mais il est maudit par Polyphème, qui n'est autre que le fils de Poséidon, dieu des mers. La révélation de cette malédiction effraye le roi Alcinoos, mais la reine Arété prend la défense d'Ulysse qui poursuit son récit.
Ulysse raconte encore comment il est accueilli par Éole, dieu bienveillant, qui emprisonne tous les vents dans une outre pour faciliter son retour. Alors que le vaisseau arrive en vue d'Ithaque, des compagnons curieux et jaloux ouvrent l'outre, déchaînant un formidable ouragan. A nouveau perdu sur les mers, le navire accoste sur l'île de la magicienne Circé, qui transforme en pourceaux ceux des hommes partis en éclaireurs. Avec l'aide d'un dieu qui lui apparaît dans les bois, Ulysse triomphe de Circé, l'oblige à restituer leur forme humaine à ses hommes, et devient son amant. Celle-ci permet à Ulysse de visiter le royaume des morts, où le devin Tirésias lui prédit son retour et lui annonce le destin qui l'attend. Il y retrouve aussi sa mère, et plusieurs héros de la guerre de Troie.
Puis, l'équipage fait de nouveau voile vers Ithaque, et réussit à passer sans heurt devant l'île des sirènes, dont les chants rendent les marins fous. Ulysse se fait attacher au mât du navire pour écouter les Sirènes, après avoir bouché de cire les oreilles de ses compagnons. Ceux-ci, épuisés par ce voyage interminable, ont alors perdu confiance en lui, et lors d'une dernière escale, ils transgressent son interdiction d'immoler les vaches sacrées du Soleil. Le dieu se venge, et déclenche une violente tempête, où tous meurent noyés à l'exception d'Ulysse que les courants emportent vers l'île de Calypso.
Émerveillés par le récit des aventures d'Ulysse, les Phéaciens lui donnent un navire pour rejoindre Ithaque, où il débarque en secret. Athéna se présente à lui et lui donne les traits d'un misérable vieillard, afin que personne ne le reconnaisse. Ulysse se rend chez le porcher Eumée, qui l'accueille avec simplicité, sans se douter de l'identité du visiteur. Télémaque revient à son tour à Ithaque, et fait halte chez Eumée, qui reconnait alors Ulysse. Le père et le fils se voient alors pour la première fois.
Ulysse décide de retourner en secret au palais afin de mieux y préparer sa vengeance contre les prétendants. Ceux-ci, le prenant pour un mendiant, l'insultent et le maltraitent. Pénélope, intriguée, demande à voir l'étranger et croit reconnaître son époux disparu, mais, voulant l'éprouver, celui-ci affirme être un autre. Il est toutefois reconnu par la vieille nourrice Euryclée pendant qu'elle lui lave les pieds, mais il lui enjoint de garder le silence.
Pénélope décide alors d'organiser un concours de tir à l'arc, et s'engage à en épouser le vainqueur. Les prétendants tendent en vain de bander le lourd arc d'Ulysse, dont ils doivent décocher une flèche qui doit traverser le creux de douze haches. Sous les sarcasmes des prétendants, Ulysse, toujours déguisé en vieux mendiant, demande à essayer. Pénélope l'y autorise, et il sort vainqueur de l'épreuve. Profitant de la stupeur générale, il massacre tous les prétendants avec l'aide d'Eumée et de Télémaque. Ulysse retrouve enfin Pénélope, puis son vieux père Laërte qui vit retiré aux champs. Il le convainc de le seconder pour affronter les familles des prétendants qui réclament vengeance pour leurs fils, mais Athéna intervient sous les traits de Mentor, et impose enfin la paix à Ithaque.

## Fiche technique
- Réalisation : Franco Rossi, Piero Schivazappa, Mario Bava
- Producteur : Dino De Laurentiis
- Production : Dino De Laurentiis Cinematografica
- Scénario : Giampiero Bona, Fabio Carpi, Luciano Codignola, Mario Prosperi, Renzo Rosso
- Photographie : Aldo Giordani
- Musique : Carlo Rustichelli
- Montage : Giorgio Serralonga
- Décors : Luciano Ricceri
- Costumes : Dario Cecchi
- Effets spéciaux : Mario Bava
- Genre : Historique

## Distribution

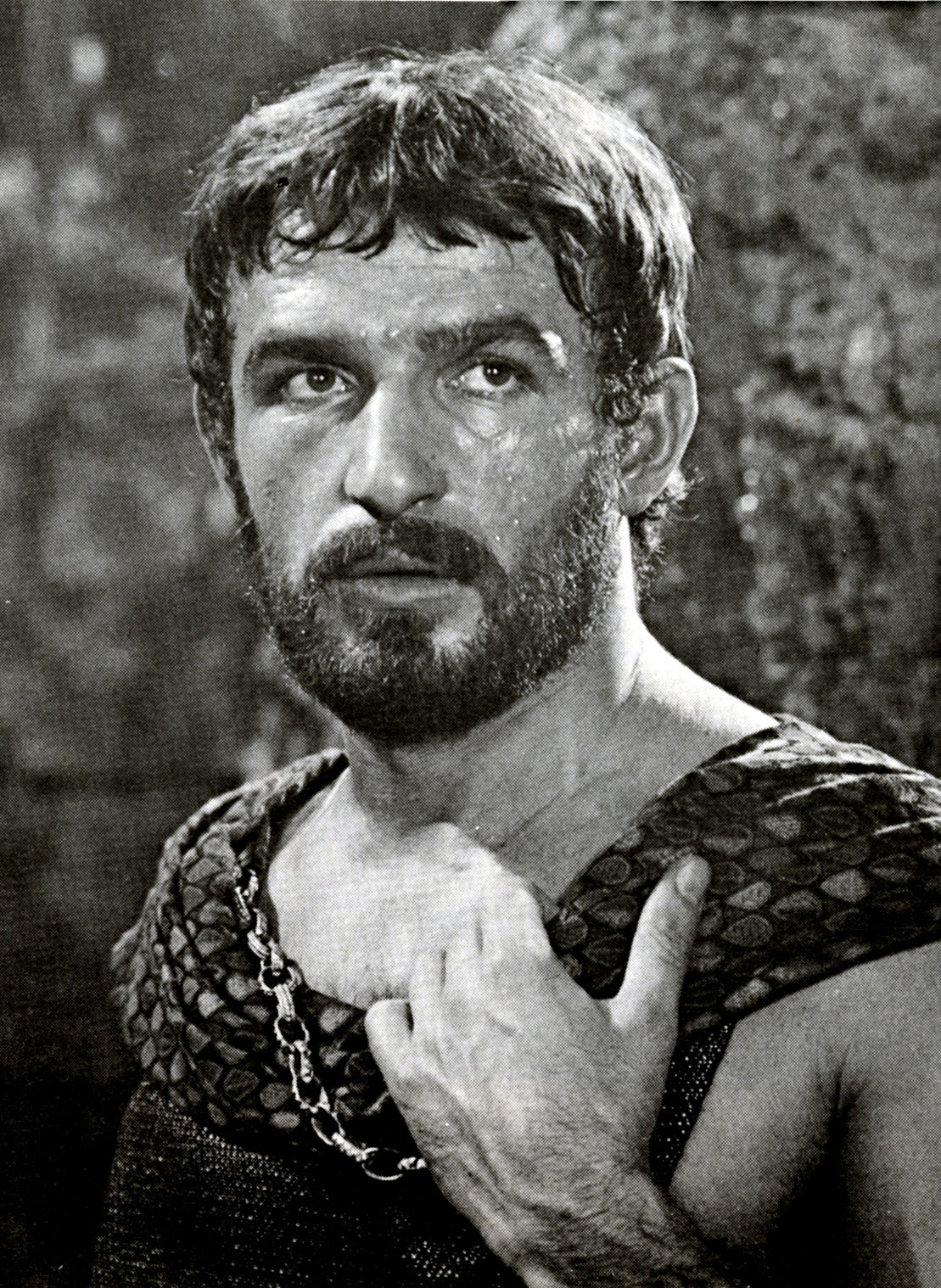
Bekim Fehmiu, Ulysse dans L'Odyssée

- Bekim Fehmiu (VF : René Roussel) : Ulysse
- Irène Papas (VF : Julia Dancourt) : Pénélope
- Renaud Verley (VF : Jean Pierre Dorat) : Télémaque
- Roy Purcell (VF : Jacques Harden) : Alcinoos
- Marina Berti : Arété
- Scilla Gabel : Hélène
- Barbara Bach : Nausicaa
- Juliette Mayniel : Circé
- Kyra Bester : Calypso
- Michèle Breton : Athéna
- Marcella Valeri (it) (VF : Nicole Vervil) : Euryclée
- Constantin Nepo : Antinoos
- Ivica Pajer : Euryloque
- Samson Burke (VF : Pierre Collet) : Polyphème
- Fausto Tozzi : Ménélas
- Jaspar von Oertzen : Nestor
- Franco Balducci : Mentor
- Giulio Donnini : Tirésias
- Husein Cokic : Eumée
- Branko Kovacic : Laërte
- Vladimir Leib (VF : Michel Gudin) : Éole
- Karl-Otto Alberty : Eurymaque
- Maurizio Tocchi : Léocrite

## Commentaires
- La série est, de très loin, la plus fidèle adaptation à l'écran du poème d'Homère.
- Le tournage a été réalisé en grande partie en décors naturels, sur la côte de l'ex-Yougoslavie (Croatie et Monténégro).
- Les effets spéciaux, surtout visibles dans la scène du Cyclope, sont signés par le maître du fantastique Mario Bava et étaient alors particulièrement spectaculaires.
- La série se signala aussi à l'époque comme la première grande coproduction européenne en couleurs pour la télévision, et par le record d'audience qu'elle remporta en Italie, avec plus de seize millions de spectateurs lors de sa première diffusion.
- La description réaliste de l'Antiquité s'y apparente au style épuré qu'on retrouve dans les œuvres contemporaines de Michael Cacoyannis ou Pier Paolo Pasolini, rompant ainsi avec les conventions du péplum, genre cinématographique typique de ces années.